# Aeroportul Minlaton
Aeroportul Minlaton (IATA: XML, ICAO: YMIN) este un aeroport din Australia de Sud, Australia.
Situat la o altitudine de 40 m, aeroportul dispune de o singură pistă.